# Can’t Get You Out of My Head
Can’t Get You Out of My Head ist ein Dance-Pop-Song der australischen Sängerin Kylie Minogue. Das Stück wurde im September 2001 als Lead-Single aus Minogues achtem Studioalbum Fever veröffentlicht.

## Entstehung
Can’t Get You Out of My Head wurde im Herbst 2000 von Cathy Dennis und Rob Davis geschrieben. Beide wurden via Universal von Simon Fuller zusammengebracht, der von den beiden ein Lied für die britische Band S Club 7 wünschte. Aufgenommen wurde der Song mit Hilfe von Cubase, auf dem Davis eine 125 bpm schnelle Drum-Loop abspielte. Davis spielte dazu akustische Gitarre, während Dennis die Zeile „I just can’t get you out of my head“ sang. Die Demoaufnahme war nach circa drei Stunden fertiggestellt. Nachdem Fuller sie gehört hatte, lehnte er das Lied jedoch für S Club 7 ab. Auch Sophie Ellis-Bextor wollte das Stück nicht aufnehmen. Kurz darauf traf Davis Minogues A&R-Manager Jamie Nelson und gab ihm die Demoaufnahme. Nelson gefiel die Aufnahme, und er buchte Minogue zur Aufnahme des Liedes im Laufe des Jahres.
Nachdem Minogue den Anfang der Demoaufnahme gehört hatte, war auch sie begeistert:

“My A&R at the time, Miles Leonard and Jamie Nelson, said, ‚We’ve got something. Come into the office. We've got to play you something.‘ So I went to the EMI office, and I had the same reaction you did, about 20 seconds in. I couldn’t even fathom what I was hearing. It just... did something. I was beside myself. Then at the end of the song, panic set in. I was saying ‚Are you sure we've got this song? Don't tell me that we don't! Is it secured? Can we have it?‘ And we did! And that kick-started a whole different phase in my career.”

„Meine A&R-Manager zu dieser Zeit, Miles Leonard und Jamie Nelson, sagten: ‚Wir haben da etwas für dich, komm ins Büro, wir müssen dir etwas vorspielen‘. Also ging ich ins EMI-Büro und reagiert genau wie du, nach etwa 20 Sekunden hören. Ich konnte gar nicht glauben, was ich da hörte. Es hat etwas mit mir gemacht. Ich stand neben mir. Dann, am Ende des Songs setzte Panik ein. Ich sagte ‚Bist du dir sicher, dass wir diesen Song haben? Erzähl mir nicht, dass wir ihn nicht haben. Ist es sicher? Können wir ihn haben?‘ Und wir hatten ihn. Und dadurch begann eine komplett andere Phase in meiner Karriere.“

Can’t Get You Out of My Head wurde inklusive Minogues Gesang in Davis Heimstudio in Surrey aufgenommen. Die Musik, außer der Gitarrenaufnahme, wurde per Korg Triton via MIDI programmiert.

## Komposition und Inhalt
Can’t Get You Out of My Head ist ein Dance-Pop-Song. Das im Viervierteltakt und in C-Dur komponierte Lied besitzt ein Tempo von 126 Schlägen pro Minute. Die Akkordfolge lautet Dm-F-Am-C, Minogues Stimmumfang reicht von C4 bis D5. Can’t Get You Out of My Head ist nicht im üblichen Strophe-Refrain-Modus geschrieben, stattdessen beginnt das Lied mit der Hookline „La, La, La“. Inhaltlich drückt in dem Lied das Lyrische Ich seine Liebe zu einer unbekannten männlichen Person aus.

## Rezeption

### Kritiken
Im Rahmen der Albumrezension zu Fever hält Alexander Cordas von Laut.de Can’t Get You Out of My Head für eines der wenigen guten Liedern des Albums. „Abgesehen von ‚Can’t Get You Out Of My Head‘, ‚Come Into My World‘ und mit Abstrichen ‚Love Affair‘, die mit netten Melodiebögeleins aufwarten können, ist der Rest folgerichtig gesichtsloser Disco-Mumpf“, so der Kritiker. Chris True von Allmusic beschreibt das Lied als „Mid-tempo Dance-Nummer, die pulsiert und grooved wie kein Lied von Minogue zuvor“. Für Jason Lipshutz von Billboard klingt Can’t Get You Out of My Head auch 13 Jahre nach der Veröffentlichung „frisch, fortschrittlich und lebendig“. Für Everett Ture von The Guardian ist das Stück „einer der raren Momente im Pop: schnittig und modisch und elegant und verdammt gut tanzbar“.

### Preise
Für ihre Single Can’t Get You Out of My Head und das Studioalbum Fever wurde Minogue 2001 mit dem Bambi in der Kategorie Comeback ausgezeichnet. Des Weiteren gewann Minogue mit diesem Lied die Kategorien Highest Selling Single und Single of the Year der ARIA Awards 2002.

## Kommerzieller Erfolg

### Chartplatzierungen
In den deutschen Singlecharts debütierte das Lied am 1. Oktober 2001 auf Platz drei. Es blieb die kommenden Wochen in den Top drei und erreichte am 12. November 2001 die Chartspitze. Es war 14 Jahre nach Minogues Single I Should Be So Lucky ihr zweiter Nummer-eins-Erfolg in Deutschland. Das Stück blieb eine Woche auf Rang eins und zwölf Wochen in den Top 10. Die letzte Chartnotierung erfolgte in der 21. Chartwoche am 25. Februar 2002. Darüber hinaus platzierte sich das Lied auch acht Wochen an der Chartspitze der deutschen Airplaycharts. Für über 500.000 verkaufte Einheiten der Single wurde Minogue vom Bundesverband Musikindustrie mit einer Platin-Schallplatte ausgezeichnet. In den Ö3 Austria Top 40 wurde Can’t Get You Out of My Head Minogues erster Nummer-eins-Erfolg. Auch in Österreich wurde das Lied mit einer Platin-Schallplatte prämiert. Für vier Wochen konnte sich das Lied in der Schweizer Hitparade an der Chartspitze platzieren, hier war er ebenfalls Minogues zweiter Nummer-eins-Hit. Auch in diesem Musikmarkt wurde er mit einer Platin-Schallplatte ausgezeichnet.
In die britischen Singlecharts stieg Can’t Get You Out of My Head am 29. September 2001 direkt auf Platz eins ein. Es war Minogues fünfter Nummer-eins-Erfolg im Vereinigten Königreich. Die Single konnte sich vier Wochen an der Spitzenposition behaupten, bevor er auf Rang zwei zurückfiel. Insgesamt blieb das Lied sieben Wochen in den Top 10 und 30 Wochen in den Singlecharts. Für über 1,2 Millionen Verkäufe der Single wurde Minogue 2015 von der British Phonographic Industry mit Doppelplatin ausgezeichnet. In den US-amerikanischen Billboard Hot 100 erreichte das Stück Platz sieben und war das vierte Lied Minogues, dass sich in diesen Charts platzieren konnte. Von der Recording Industry Association of America erhielt das Lied eine Goldene Schallplatte für über 500.000 verkaufte Einheiten. Weitere Nummer-eins-Platzierungen gelangen dem Stück in Australien, Belgien, Dänemark, Frankreich, Griechenland, Irland, Italien, Neuseeland, den Niederlanden, Norwegen, Portugal, Rumänien, Schweden und Spanien.
| ChartsChartplatzierungen       | Höchstplatzierung | Wochen |
| ------------------------------ | ----------------- | ------ |
| Australien (ARIA)              | 1 (12 Wo.)        | 12     |
| Deutschland (GfK)              | 1 (21 Wo.)        | 21     |
| Neuseeland (RMNZ)              | 1 (20 Wo.)        | 20     |
| Österreich (Ö3)                | 1 (25 Wo.)        | 25     |
| Schweiz (IFPI)                 | 1 (33 Wo.)        | 33     |
| Vereinigte Staaten (Billboard) | 7 (20 Wo.)        | 20     |
| Vereinigtes Königreich (OCC)   | 1 (30 Wo.)        | 30     |

| ChartsJahrescharts (2001) | Platzierung |
| ------------------------- | ----------- |
| Australien (ARIA)         | 3           |
| Deutschland (GfK)         | 4           |
| Neuseeland (RMNZ)         | 45          |
| Österreich (Ö3)           | 1           |
| Schweiz (IFPI)            | 1           |

| ChartsJahrescharts (2002)      | Platzierung |
| ------------------------------ | ----------- |
| Österreich (Ö3)                | 50          |
| Schweiz (IFPI)                 | 26          |
| Vereinigte Staaten (Billboard) | 45          |

### Auszeichnungen für Musikverkäufe
Can’t Get You Out of My Head wurde weltweit mit 6× Gold und 19× Platin ausgezeichnet. Damit erhielt die Single für über 4,1 Millionen verkaufte Einheiten Schallplattenauszeichnungen. Quellen zufolge soll sich die Single weltweit über fünf Millionen Mal verkauft haben.
| Land/Region                  | Auszeichnungen für Musikverkäufe (Land/Region, Auszeichnung, Verkäufe) | Verkäufe  |
| ---------------------------- | ---------------------------------------------------------------------- | --------- |
| Australien (ARIA)            | 3× Platin                                                              | 210.000   |
| Belgien (BRMA)               | 2× Platin                                                              | 100.000   |
| Dänemark (IFPI)              | Platin                                                                 | 90.000    |
| Deutschland (BVMI)           | Platin                                                                 | 500.000   |
| Frankreich (SNEP)            | Platin                                                                 | 542.000   |
| Griechenland (IFPI)          | Platin                                                                 | 20.000    |
| Italien (FIMI)               | 2× Platin (2002) · + Platinum (2024)                                   | 200.000   |
| Neuseeland (RMNZ)            | 2× Platin                                                              | 60.000    |
| Niederlande (NVPI)           | Platin                                                                 | 60.000    |
| Norwegen (IFPI)              | Platin                                                                 | 20.000    |
| Österreich (IFPI)            | Platin                                                                 | 40.000    |
| Schweden (IFPI)              | Platin                                                                 | 30.000    |
| Schweiz (IFPI)               | Platin                                                                 | 40.000    |
| Südafrika (RISA)             | Platin                                                                 | 50.000    |
| Spanien (Promusicae)         | Gold                                                                   | 30.000    |
| Vereinigte Staaten (RIAA)    | Gold                                                                   | 531.000   |
| Vereinigtes Königreich (BPI) | 3× Platin                                                              | 1.800.000 |
| Insgesamt                    | 2× Gold · 23× Platin ·                                                 | 4.323.000 |

Hauptartikel: Kylie Minogue/Auszeichnungen für Musikverkäufe

## Musikvideo
Das Musikvideo zu Can’t Get You Out of My Head wurde von Dawn Shadforth gedreht, die Choreografie leitete Michael Rooney. Bekannt wurde vor allem der weiße Kapuzen-Jumpsuit, den Minogue in diesem Video trägt. Dieser wurde neben weiteren Kostümen von Minogue in der Ausstellung Kylie – The Exhibition im Victoria and Albert Museum 2007 ausgestellt. Das Musikvideo wurde bei YouTube ca. 157 Millionen Mal aufgerufen (Stand: September 2020). Bei den MTV Video Music Awards 2002 war das Video in der Kategorie Best Dance Video nominiert, Choreograph Michael Rooney gewann die Kategorie Best Choreography.